# Ельґішево
Ельґішево (пол. Elgiszewo, нім. Lygischau) — село в Польщі, у гміні Цехоцин Ґолюбсько-Добжинського повіту Куявсько-Поморського воєводства.
Населення — 781 особа (2011).
У 1975-1998 роках село належало до Торунського воєводства.

## Демографія
Демографічна структура станом на 31 березня 2011 року:
|          | Загалом | Допрацездатний вік | Працездатний вік | Постпрацездатний вік |
| -------- | ------- | ------------------ | ---------------- | -------------------- |
| Чоловіки | 386     | 90                 | 258              | 38                   |
| Жінки    | 395     | 100                | 230              | 65                   |
| Разом    | 781     | 190                | 488              | 103                  |